# Богдана-Волосени (Васлуј)
Богдана-Волосени (рум. Bogdana-Voloseni) насеље је у Румунији у округу Васлуј у општини Станилешти. Oпштина се налази на надморској висини од 83 m.

## Становништво
Према подацима из 2002. године у насељу је живело 209 становника, од којих су сви румунске националности.